# Petra Wlezcek
Petra Wlezcek (verheiratete Gamper, ehemalige Tschach-Wlezcek; * 1966) ist eine ehemalige österreichische Skibobfahrerin. Mit 15 Weltmeistertiteln und etlichen Weltcupsiegen gehört sie zu den erfolgreichsten Athletinnen der nichtolympischen Sportart. Außerdem gewann sie bis 1990 viermal den Skibob-Gesamtweltcup sowie fünf Europameistertitel.

## Biografie
Petra Wlezcek entstammt einer begeisterten Skibob-Familie in Pernitz, wo sie mit vier Geschwistern aufwuchs. Ihr Vater Otto gründete den SBC Pernitz-Unterberg, ihr älterer Bruder Richard war dessen langjähriger Präsident und Gastwirt in Muggendorf.
Wlezcek holte bei den Weltmeisterschaften 1981 in Lungötz mit Abfahrtssilber hinter der Deutschen Rosalinde Lehner ihre erste Medaille. Ein Jahr später gewann sie bei den Europameisterschaften – ebenfalls in der Abfahrt – ihren ersten internationalen Titel. 1984 dominierte sie die Europameisterschaften mit Gold in Riesenslalom, Slalom und Kombination. Bloß in der Abfahrt musste sie sich mit Silber begnügen. Nach zwei weiteren WM-Silbermedaillen und einem neuerlichen Europameistertitel kürte sie sich 1987 in Grächen in ihrer Paradedisziplin Abfahrt erstmals zur Weltmeisterin. Zudem gewann sie in jenem Jahr das zweite Mal in ihrer Karriere den Gesamtweltcup. Im Rahmen der Weltmeisterschaften in Dorfgastein gewann sie erstmals Medaillen in allen vier Entscheidungen, davon drei in Gold. Einzig im Slalom holte sie Silber hinter der Tschechin Irena Francová. Bei den folgenden Titelkämpfen in Oberammergau gelangen ihr gar fünf Medaillengewinne, darunter Gold in Abfahrt und Kombination sowie im erstmals ausgetragenen Super-G. In Seefeld übertraf sie mit ihren WM-Titeln acht bis zehn, darunter ihr erster im Slalom, die bisherige Rekordhalterin Gertrude Gebert. 1990 entschied sie außerdem zum vierten und letzten Mal den Gesamtweltcup für sich. Bei den Weltmeisterschaften in Davos holte sie ein weiteres Mal fünf Medaillen, davon erstmals vier in Gold. Nur im Slalom unterlag sie erneut Francová.
In den folgenden Jahren holte Wlezcek weitere WM-Medaillen, ein letzter Titelgewinn gelang ihr 1994 in Adelboden im Riesenslalom. Bei ihren letzten Weltmeisterschaften 2001 in Bischofswiesen gewann sie noch einmal eine Silber- und drei Bronzemedaillen. Im Anschluss an ihre aktive Laufbahn war sie von 2003 bis 2012 als ÖSBV-Bundestrainerin tätig.
Auch ihr Ehemann Manfred Gamper und ihre drei Söhne sind auf nationaler Ebene im Skibobsport aktiv. Ihre Nichte Iris Lienhard ist mit elf Weltmeistertiteln und mehreren Gesamtweltcupsiegen ebenfalls eine der erfolgreichsten Skibobfahrerinnen aller Zeiten. Ihr Neffe Roland Wleczek ist zweifacher WM-Medaillengewinner, dessen Sohn Arthur im Nachwuchs erfolgreich.

## Erfolge

### Weltmeisterschaften
- 15 Goldmedaillen (4 Abfahrt, 2 Super-G, 4 Riesenslalom, 1 Slalom, 4 Kombination)
- 10 Silbermedaillen (2 Abfahrt, 2 Super-G, 2 Riesenslalom, 3 Slalom, 1 Kombination)
- 6 Bronzemedaillen (1 Abfahrt, 1 Super-G, 2 Riesenslalom, 2 Slalom)

### Weltcup-Platzierungen
| Saison      | Platz        | Punkte       |
| ----------- | ------------ | ------------ |
| bis 1985/86 | 1 Gesamtsieg | 1 Gesamtsieg |
| 1986/87     | 1.           | ?            |
| 1987/88     | 1.           | ?            |
| 1988/89     | 2.           | ?            |
| 1989/90     | 1.           | ?            |
| 1990/91     | 2.           | ?            |
| ab 1991/92  | ?            | ?            |

### Europameisterschaften
- 1982: 1. Abfahrt
- Aschau im Chiemgau 1984: 1. Riesenslalom, 1. Slalom, 1. Kombination, 2. Abfahrt
- 1986: 1. Slalom

### Weitere Erfolge
- 41 österreichische Staatsmeistertitel in allen Disziplinen

## Auszeichnungen
- 1988–1990, 1992: Sportlerin des Jahres (Niederösterreich)
- Abdruck auf der Straße der Sieger[3]